# Doryanthaceae
Doryanthaceae су мала фамилија монокотиледоних скривеносеменица, која обухвата само један род (Doryanthes). Ареал фамилије (и рода) је ограничен на источну Аустралију. Ранг фамилије не признају сви класификациони системи (APG II систем признаје).